# OWL Arena
De OWL Arena, tot 2020 het Gerry Weber Stadion geheten, is een overdekt sportstadion in Halle, in de Duitse deelstaat Noordrijn-Westfalen. Het stadion is het bekendst als thuishaven van het jaarlijkse ATP-toernooi van Halle en als een van de gaststeden tijdens het Wereldkampioenschap Handbal Mannen 2007. Het stadion heeft gras als ondergrond.
Behalve het jaarlijkse tennistoernooi worden er ook handbal-, volleybal-, basketbal- en bokswedstrijden gespeeld. Ook geldt het complex als accommodatie voor verscheidene televisieprogramma's en concerten.
Nabij het stadion ligt tevens Station Halle Gerry-Weber-Stadion op de lijn Osnabrück-Bielefeld.
De naamswijziging in 2020 hangt samen met het faillissement van het kledingconcern, dat de vorige naamgever was. De afkorting OWL in de nieuwe naam staat voor de regio OstWestfalen- Lippe.

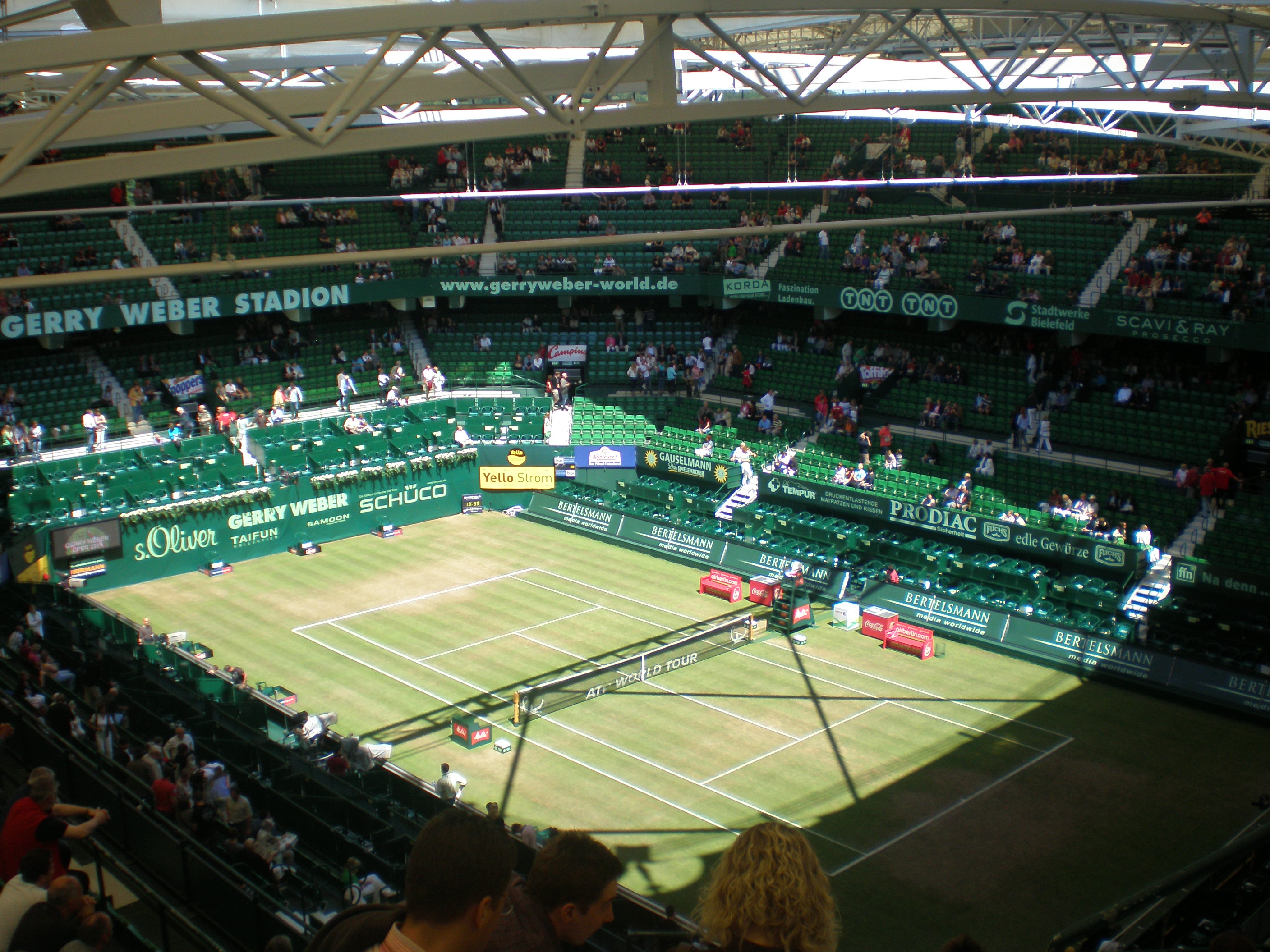
Het Gerry Weber Stadion van binnen